# Bettina Brandauer
Bettina Brandauer (* 14. März 1980 in Hallein) ist eine österreichische Politikerin der Sozialdemokratischen Partei Österreichs (SPÖ). Seit dem 14. Juni 2023 ist sie Abgeordnete zum Salzburger Landtag.

## Leben

### Ausbildung und Beruf
Bettina Brandauer besuchte nach der Volks- und Hauptschule in Hallein/Burgfried die Bundeshandelsakademie Hallein, wo sie 1999 maturierte. Danach war sie als Sachbearbeiterin in der Pensionsabteilung der Sozialversicherungsanstalt der gewerblichen Wirtschaft Salzburg tätig. 2001 begann sie ein Studium der Kommunikationswissenschaft an der Universität Salzburg, das sie 2006 als Magistra abschloss.
Von 2003 bis 2008 war sie als freie Redakteurin beim Bezirksblatt Tennengau tätig und von 2005 bis 2006 freie Pressereferentin bei der LAUBE sozialpsychiatrische Aktivitäten GmbH. 2006 war sie Assistentin im Büro der Dritten Landtagspräsidentin beim Land Salzburg, von 2006 bis 2008 war sie Referentin an der Abteilung für Forschungsförderung der Universität Salzburg. Seit 2008 ist sie bei der Mercedes-Benz Financial Services Austria GmbH und der Mercedes-Benz Bank GmbH angestellt.

### Politik
Brandauer ist seit 2013 Mitglied des Bezirksvorstandes und des Bezirksausschusses der SPÖ Tennengau. 2021 wurde sie Bezirksfrauenvorsitzende der SPÖ Tennengau und 2022 stellvertretende Bezirksvorsitzende der SPÖ Tennengau und stellvertretende Landesparteivorsitzende der SPÖ Salzburg.
Am 14. Juni 2023 wurde sie in der konstituierenden Landtagssitzung der 17. Gesetzgebungsperiode als Abgeordnete zum Salzburger Landtag angelobt, wo sie Mitglied im Bildungs-, Sport- und Kulturausschuss sowie im Sozial-, Gesellschafts- und Gesundheitsausschuss wurde. Ihre Arbeitsschwerpunkte sind Bildung, Erwachsenenbildung, Brauchtum, Familie/Kinderbetreuung, Kunst/Kultur, Religion/Kultus, Technologie/Innovation, Volkskultur und Wissenschaft/Forschung/Universitäten.

### Privates
Im Jänner 2023 wurde bei ihr Brustkrebs diagnostiziert, im August 2023 war sie krebsfrei und ging mit der Diagnose an die Öffentlichkeit.